# Poienița (okręg Sălaj)
Poienița – wieś w Rumunii, w okręgu Sălaj, w gminie Băbeni. W 2011 roku liczyła 252 mieszkańców. W miejscowości znajduje się zabytkowy kościół.